# La maga delle spezie
La maga delle spezie (The Mistress of Spices) è un romanzo di Chitra Banerjee Divakaruni del 1997.

## Trama
Siamo ad Oakland, California. Una donna indiana dall'età indefinibile, Tilo, vive nel suo negozio di spezie tradizionali ed è una "maga delle spezie" Alla ricerca del sapore più squisito, o del sortilegio più sottile, sfiora polveri, semi, foglie, bacche e la magia le permette di aiutare chi si è lasciato l'India alle spalle.
Tilo da bambina viveva in India, in un povero villaggio. Le sue qualità particolari permettono alla sua famiglia di vivere in maniera agiata, ma quando la sua fama di santa si sparge, viene rapita da dei pirati, che uccidono la sua famiglia e la portano con loro, sperando che la bambina porterà la buona sorte nelle loro scorribande. La nave però affonda e la bambina si ritrova su un'isola dove vive "L'antica" una maga delle spezie che istruisce le giovani donne in quell'arte. Nei dieci anni successivi Tilo e le altre bambine imparano tutti i segreti delle spezie, i loro usi comuni e quelli segreti, inoltre affina le sue capacità di vedere nel cuore delle persone, per poterle aiutare con i suoi rimedi. Le spezie ubbidiranno sempre alla maga, ma in cambio la maga dovrà usarle solo per aiutare il prossimo e mai sé stessa, inoltre dovrà dedicare la sua vita al negozio che le viene assegnato, senza poterlo lasciare, e senza potersi legare a nessuno. Tilo così giunge in California e trascorre la sua vita in tranquillità. Attraverso i suoi clienti conosce diversi aspetti dello scontro o dell'integrazione culturale tra gli immigrati e la società di questo "Nuovo Mondo": Lalita è una donna prigioniera in un matrimonio difficile; Jajid è un ragazzino che deve confrontarsi con i ragazzi di scuola; il nonno di Geeta racconta spesso a Tilo i propri dispiaceri: ama moltissimo la nipote e desidera per lei il meglio, ma hanno idee molto diverse su cosa questo comporti; Infine Haurun, un tassista allegro e di buon cuore innamorato di Tilo e speranzoso nel "sogno americano".
Nella vita di Tilo però entra Raven, un uomo molto bello che guarda oltre l'aspetto della donna e comprende che lei nasconde in sé molto di più di quello che gli altri vedono; però Haurun, che quasi tutti i giorni si reca al negozio di spezie, tratta l'uomo con gelosia e disprezzo anche perché Raven è un americano.
L'amicizia tra Raven e Tilo continua e ciò porta l'uomo a rivelare i suoi segreti: è per metà un nativo americano. La madre da giovane abbandonò la riserva per vivere in città, cancellò le sue origini e si sposò, sforzandosi di essere una donna impeccabile. Solo quando il nonno ormai morente la chiamò a sé, Raven scoprì la verità. La donna permise a Raven di andare alla riserva con lei, dove al capezzale dell'uomo il ragazzo si rende conto che il nonno è lo sciamano del villaggio e vorrebbe con le sue ultime forze passare a lui i suoi poteri e "lo spirito del corvo", altrimenti le loro tradizioni andranno perdute. La madre di Raven, però, impaurita, interrompe la cerimonia e lui perde la sua occasione per sempre. Il rammarico lo ha spinto a conoscere nel corso degli anni tante culture e discipline mistiche, affascinato da quel qualcosa che ha potuto solo intravedere. Solo da adulto riuscirà a comprendere, ma non a condividere, l'atteggiamento della madre.
Tilo inizia ad essere affascinata da lui, ma facendo ciò si allontana dalla sua missione e le spezie iniziano a rivoltarsi contro lei, ma soprattutto contro i suoi clienti. Tilo dovrà trovare la sua strada e non sarà semplice.

## Opere derivate
Dal romanzo è stato tratto l'omonimo film (2006) diretto da Paul Mayeda Berges e con protagonisti Aishwarya Rai e Dylan McDermott.

## Edizioni in italiano
- Chitra Banerjee Divakaruni, La maga delle spezie, traduzione di Federica Oddera, Torino: Einaudi, 1998